# Julián Álvarez
Julián Álvarez (født 31. januar 2000) er en argentinsk professionel fodboldspiller, som spiller for LaLiga-klubben Atletico Madrid og Argentinas landshold.